# Kup Hrvatske u kuglanju za žene
Kup Hrvatske u kuglanju je hrvatsko klupsko kup natjecanje u kuglanju u ženskoj konkurenciji, kojeg orgnizira Hrvatski kuglački savez. 

## O natjecanju
Kup Hrvatske je prvo izdanje imalo u sezoni 2009./10.,  te se igra pretežno u proljetnom dijelu sezone, a prethode mu kup natjecanja po županijskim i regionalnim savezima. 
 
Igra se po jednostrukom kup-sustavu, a sudionici poluzavršnice igraju na završnom turniru. 

## Pobjednici i finalisti
| sezona    | mjesto završnice                    | pobjednik                           | finalist                            |
| --------- | ----------------------------------- | ----------------------------------- | ----------------------------------- |
| 2009./10. | Zagreb                              | Zagreb                              | Podravka Koprivnica                 |
| 2010./11. | Ozalj                               | Zagreb-Zaboky                       | Istra Poreč                         |
| 2011./12. | Varaždin                            | Mlaka Rijeka                        | Zagreb                              |
| 2012./13. | Split                               | Mlaka Rijeka                        | Istra Poreč                         |
| 2013./14. | Zadar                               | Zagreb                              | Split                               |
| 2014./15. | Osijek                              | Istra Poreč                         | Mlaka Rijeka                        |
| 2015./16. | Varaždin                            | Istra Poreč                         | Podravka Koprivnica                 |
| 2016./17. | Rijeka                              | Mlaka Rijeka                        | Istra Poreč                         |
| 2017./18. | Zabok                               | Mlaka Rijeka                        | Istra Poreč                         |
| 2018./19. | Split                               | Podravka Koprivnica                 | Plitvice Plitvička Jezera           |
| 2019./20. | nije igrano radi pandemije COVID-19 | nije igrano radi pandemije COVID-19 | nije igrano radi pandemije COVID-19 |
| 2020./21. | nije igrano radi pandemije COVID-19 | nije igrano radi pandemije COVID-19 | nije igrano radi pandemije COVID-19 |
| 2021./22. | Rijeka                              | Mlaka Rijeka                        | Split                               |

## Unutrašnje poveznice
- Hrvatski kuglački savez
- Kup SR Hrvatske u kuglanju za žene
- Prva hrvatska kuglačka liga za žene
- Kup Hrvatske u kuglanju za muškarce

## Vanjske poveznice
- kuglanje.hr, Hrvatski kuglački savez
- kuglacki-savez-os.hr, Kuglački savez Osječko-baranjske županije